# 嘉義縣太保市民代表會
嘉義縣太保市民代表會是中華民國嘉義縣太保市的最高民意機關，位於嘉義縣太保市太保里64號。

## 市民代表會職權
- 一．議決市規約。
- 二．議決市預算。
- 三．議決市臨時稅課。
- 四．議決市財產之處分。
- 五．議決市公所組織自治條例及所屬事業機構組織自治條例。
- 六．議決市公所提案事項。
- 七．審議市決算報告。
- 八．議決市民代表提案事項。
- 九．接受人民請願。

### 市民代表個人之職權
- 一．選舉權：選舉正、副主席之權。
- 二．罷免權：罷免正、副主席之權。
- 三．發言權：議案討論時可發言表示意見之權。
- 四．質詢權：定期大會得向行政單位提出質詢之權。
- 五．提案權：經代表兩人以上連署，得提出議案之權。
- 六．表決權：對議案表示贊成或反對之權。

## 本屆代表會
太保市民代表為公民直選，共劃分3個選區，共有11席，第八屆太保市民代表任期由2022年12月25日至2026年12月24日止。各區應選市民代表人數：
- 第一選區：（5席）
春珠里,梅埔里,東勢里,後庄里,崙頂里,後潭里,前潭里,太保里,安仁里
- 第二選區：（1席）
新埤里,田尾里,港尾里,舊埤里
- 第三選區：（5席）
南新里,過溝里,麻寮里,埤鄉里,北新里

| 選區     | 政黨       | 姓名   | 備註   |
| -------- | ---------- | ------ | ------ |
| 第一選區 | 無黨籍     | 吳宏哲 |        |
| 第一選區 | 中國國民黨 | 林淑勉 |        |
| 第一選區 | 無黨籍     | 官汝濃 | 副主席 |
| 第一選區 | 無黨籍     | 龔宗勇 |        |
| 第一選區 | 無黨籍     | 蔡聰敏 |        |
| 第二選區 | 無黨籍     | 葉千田 |        |
| 第三選區 | 無黨籍     | 葉俊男 | 主席   |
| 第三選區 | 無黨籍     | 蔡覲聰 |        |
| 第三選區 | 無黨籍     | 朱聰麟 |        |
| 第三選區 | 無黨籍     | 周玉岸 |        |
| 第三選區 | 無黨籍     | 許秀燕 |        |

## 歷任代表會正副主席

### 太保市時期
| 屆次 | 主 席  | 副主席 | 備註 |
| ---- | ------ | ------ | ---- |
| 1    | 呂龍雄 | 黃榮利 |      |
| 2    | 呂龍雄 | 葉俊男 |      |
| 3    | 黃傑   | 葉俊男 |      |
| 4    | 葉俊男 | 周玉岸 |      |
| 5    | 葉俊男 | 賴瓊如 |      |
| 6    | 葉俊男 | 官汝濃 |      |
| 7    | 葉俊男 | 官汝濃 |      |
| 8    | 葉俊男 | 吳宏哲 |      |
| 9    | 葉俊男 | 官汝濃 |      |

### 太保鄉時期
| 屆次 | 主 席  | 副主席 | 備註         |
| ---- | ------ | ------ | ------------ |
| 1    | 徐新丁 | 未設置 |              |
| 2    | 徐新丁 | 未設置 |              |
| 3    | 徐新丁 | 未設置 |              |
| 4    | 蔡錦東 | 柯俊標 |              |
| 5    | 林宗武 | 葉昆木 |              |
| 6    | 吳等國 | 葉昆木 |              |
| 7    | 陳炳麟 | 李憲仲 |              |
| 8    | 盧啟聰 | 許能昭 |              |
| 9    | 傅振銘 | 呂龍雄 |              |
| 10   | 傅振銘 | 董象   |              |
| 11   | 呂龍雄 | 洪瑞源 |              |
| 12   | 呂龍雄 | 黃榮利 | 改制市第一屆 |